# Los Corrales, Zacatecas
Los Corrales är en ort i Mexiko.   Den ligger i kommunen Fresnillo och delstaten Zacatecas, i den centrala delen av landet, 600 km nordväst om huvudstaden Mexico City. Los Corrales ligger 2 032 meter över havet och antalet invånare är 169.
Terrängen runt Los Corrales är en högslätt. Runt Los Corrales är det ganska glesbefolkat, med 38 invånare per kvadratkilometer. Närmaste större samhälle är Lázaro Cárdenas, 1,9 km öster om Los Corrales. Trakten runt Los Corrales består till största delen av jordbruksmark.